# 댄 설리번
대니얼 스콧 "댄" 설리번(영어: Daniel Scott "Dan" Sullivan, 1964년 11월 13일~ )은 미국의 정치인, 법조인이다. 소속 정당은 공화당이다.
오하이오주에서 태어났다. 1987년 하버드 대학교에서 경제학 전공으로 학사 학위를 받았으며 그후 1993년에는 조지타운 대학교에서 법무박사(J.D.)와 외무학 석사(M.S.F.S.) 복수 학위과정을 우등 졸업했다. 1993년부터 1997년까지 미국 해병대에서 복무했다. 1997년부터 1999년까지 미국 연방 제9항소법원, 알래스카주 고등법원에서 판사 서기로 근무했고 2000년부터 2002년까지 알래스카주 앵커리지에 설치된 법무법인에서 근무했다.
2006년 6월 6일부터 2009년 1월 1일까지 미국 국무부에서 경제·상업 차관보로 근무했으며 2009년 6월 17일부터 2010년 11월 30일 알래스카주 법무부 장관, 2010년 12월 6일부터 2013년 9월 24일까지 알래스카주 천연자원부 위원을 역임했다.
2014년에 실시된 미국 중간선거의 알래스카주 대표 미국 상원 의원 선거에서 공화당 후보로 출마하여 당선되었다. 2015년 1월 3일부터 현재까지 미국 상원 알래스카주 대표 의원을 역임하고 있다.

## 역대 선거 결과
| 선거명      | 직책명                    | 대수  | 정당   | 득표율 | 득표수    | 결과 | 당락                     |
| ----------- | ------------------------- | ----- | ------ | ------ | --------- | ---- | ------------------------ |
| 2014년 선거 | 상원의원 (알래스카 제2부) | 114대 | 공화당 | 47.96% | 35,445표  | 1위  | 알래스카주 상원의원 당선 |
| 2020년 선거 | 상원의원 (알래스카 제2부) | 117대 | 공화당 | 53.90% | 191,112표 | 1위  | 알래스카주 상원의원 당선 |